# Проросійські виступи у Луганську 2014
Проросійські виступи у Луганську 2014 — масові акції та збройні напади проросійських сепаратистів у Луганську, складова кризи на сході України 2014 року. Перша акція проросійських активісті відбулася 1 березня 2014 року й завершилася тимчасовим захопленням будівлі Луганської ОДА. У квітні сепаратисти повторно захопили приміщення ОДА, а також управління Служби безпеки України у Луганській області та обласної прокуратури. У травні-червні відбулися збройні напади сепаратистів на прикордонний загін, військову частину Національної гвардії, міжнародний аеропорт тощо.

## Попередні події
Протягом листопада 2013 — лютого 2014 року акції на підтримку Майдану в Луганську стикалися з протидією місцевої влади та проросійських організацій. Уже під час першої такої акції 24 листопада виникла сутичка між прихильниками Євромайдану та донськими козаками.
27 січня Луганська обласна рада ухвалила рішення про створення народних дружин, як реакцію на захоплення будівель ОДА в західних та центральних областях.
9 лютого в Луганську пройшов «Русский марш».

## Перебіг подій

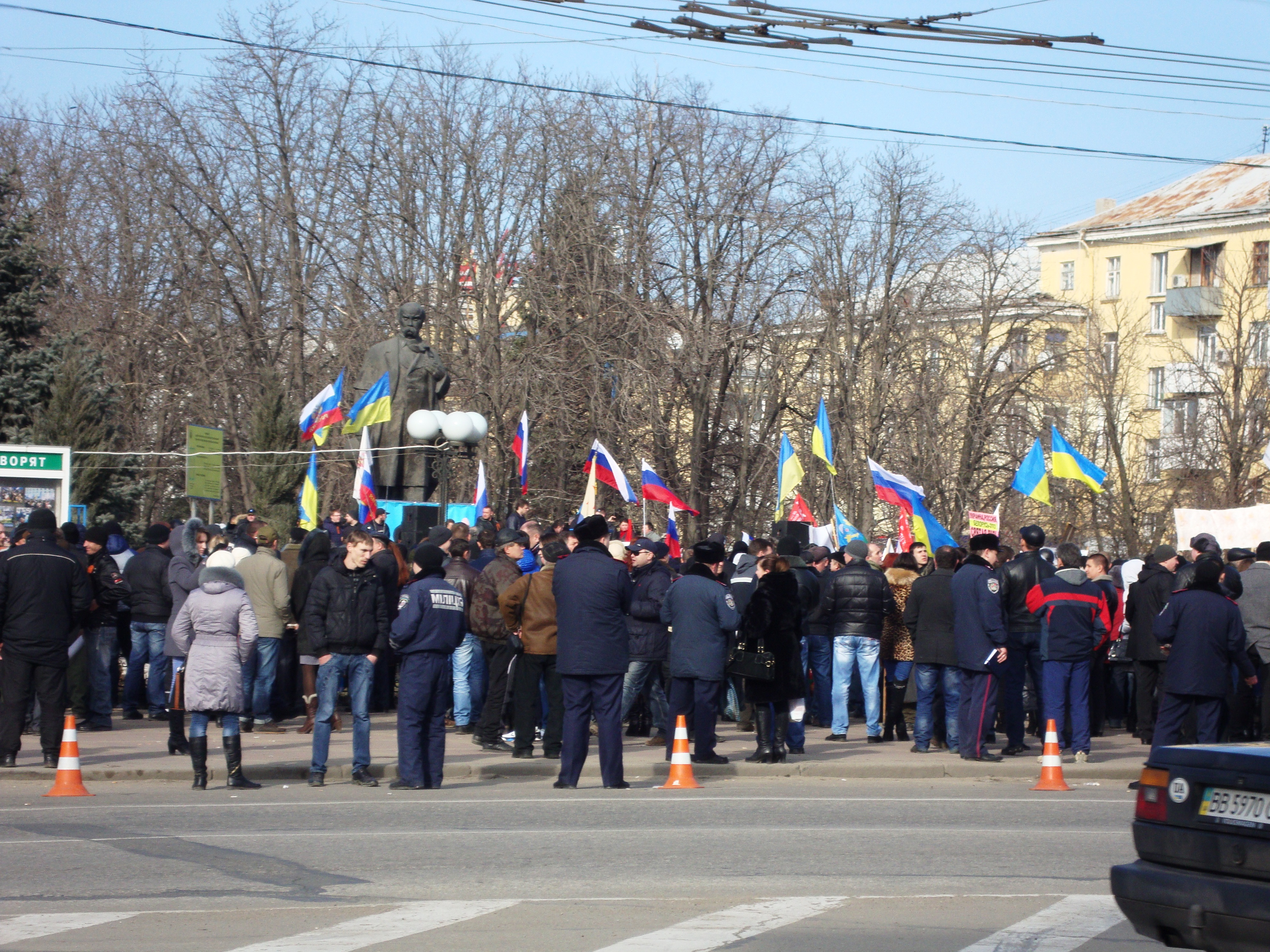
Проросійський мітинг під пам'ятником Тарасові Шевченку 1 березня 2014 року

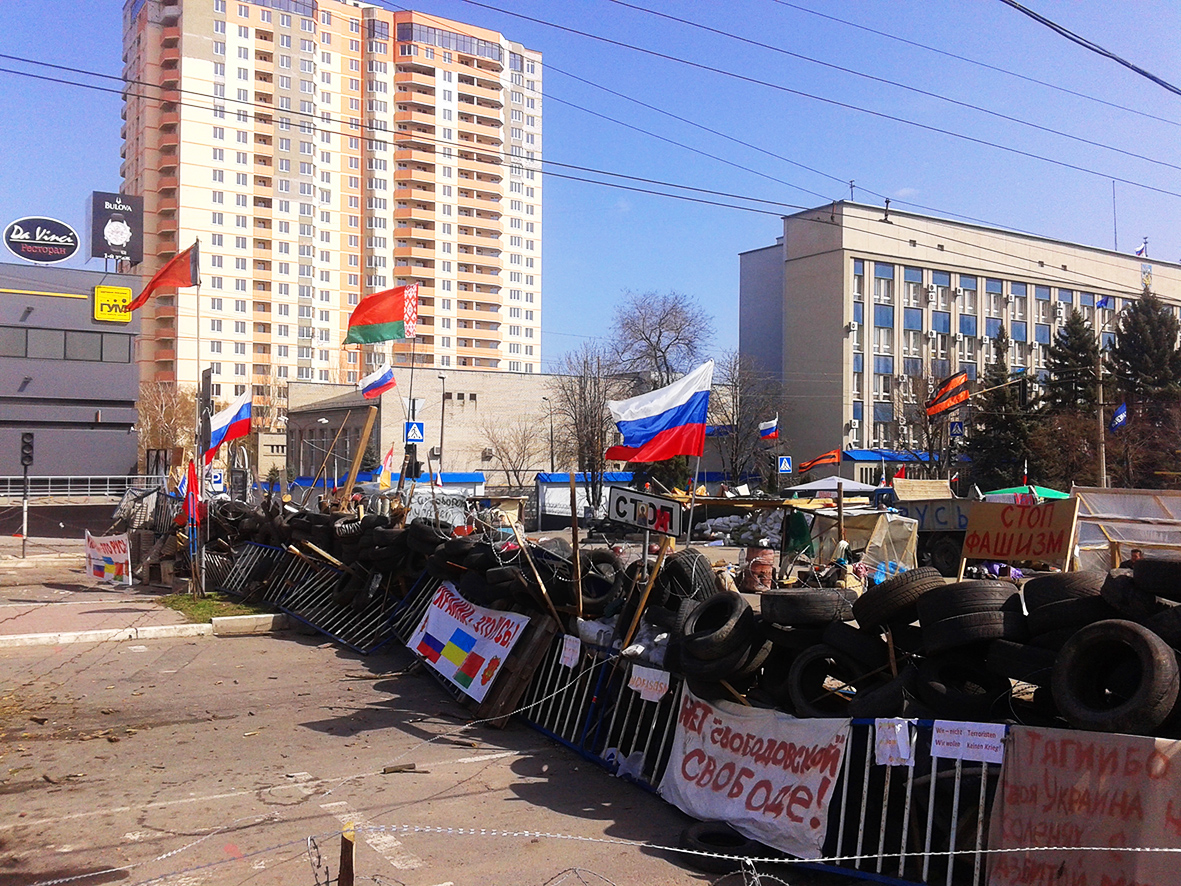
Барикади на вулиці Радянській біля будівлі управління СБУ у Луганську

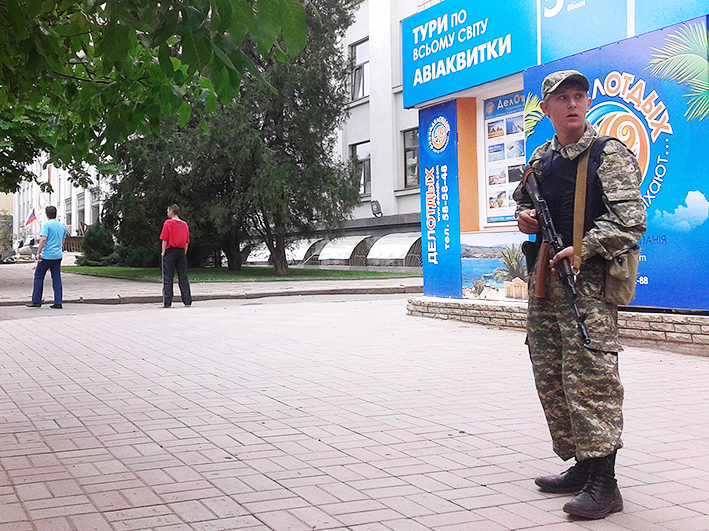
Озброєний бойовик ЛНР біля захопленої будівлі Луганської ОДА (червень 2014 року)

1 березня біля пам'ятника Тарасові Шевченку на площі Героїв Великої Вітчизняної війни пройшов мітинг проросійських організацій. Учасники мітингу тримали прапори Росії та чорно-жовто-білі прапори. Учасники мітингу виступали за надання російській мові статусу державної, формуванні муніципальної міліції, підпорядкованої громаді та вибори голів ОДА та прокурорів шляхом виборів. Учасники виступали проти нової української влади, вигукуючи лозунги проти «коричневої чуми» та «фашистів», та спалили опудала Арсенія Яценюка, Олега Тягнибока та Віталія Кличка.
Перед учасниками мітингу виступив голова Луганської обласної ради Валерій Голенко, котрий назвав південний схід України «економічним хребтом» держави. Надалі учасники мітингу з прапорами організації «Молода гвардія» направилися до будівлі Луганської ОДА, де спустили прапори України та підняли російські прапори. Керував підняттям прапорів Росії депутат Луганського обласної ради Арсен Клінчаєв, котрий повідомив про початок запису добровольців у народні дружини, які поїдуть до Криму «допомагати».
2 березня на засіданні Луганської обласної ради ухвалили рішення про визнання нелегітимними центральні органи виконавчої влади України. Крім того, депутати підтримали рішення про проведення референдуму щодо федералізації України закликали Верховну Раду України надати російській мові статусу другої державної, роззброїти незаконні збройні формування, забезпечити безпеку громадянам України, припинити переслідування співробітників правоохоронних органів, зокрема колишніх бійців спецпідрозділу «Беркут», які брали участь у подіях у Києві у листопаді 2013-лютому 2014 років. Луганська обласна рада закликала заборонити низку організацій, серед яких ВО «Свобода», Правий сектор, Соціал-Національну Асамблею, УНА-УНСО, ВО «Тризуб», Білий молот, Патріот України та інші, не допустити підвищення тарифів та зменшення соціальних гарантій для громадян та не допустити обмеження мовлення на території України іноземних телеканалів.
Під час проведення засідання будівля Луганської обласної ради була заблокована натовпом, який відмовився випускати депутатів, доки вони не ухвалять «потрібні рішення». За повідомленням ЗМІ на мітингу під радою зібралося до 400 активістів з прапорами партії «Руська єдність» та організації «Луганська гвардія». Лідер «Луганської гвардії» Олександр Харитонов передав обласній раді резолюцію рішення про звернення до Президента Росії Володимира Путіна, однак депутати відмовилися підтримувати резолюцію. Після відмови депутатів невідомі у масках з російськими прапорами та щитами штурмували будівлю обласної ради, зламавши ворота, заблокувавши виходи та встановивши на даху прапор Росії. Під час сутичок постраждали припарковані поруч автомобілі: були проколоті колеса та побиті вікна.
9 березня між учасниками проросійського мітингу та активістами проукраїнських сил сталася сутичка: проросійські активісти силою розігнали зібрання біля пам'ятника Тараса Шевченка, учасники якого хотіли відзначити 200-річчя поета. Під час проросійського мітингу, на якому зібралося за різними оцінками від 10 до 20 тисяч чоловік, захопили приміщення Луганської ОДА та вивісили російський прапор на будівлі, крім того, російський прапор та прапор Перемоги біли вивішені на флагштоках біля установи. За повідомленням ЗМІ захоплення адміністрації здійснювали активісти «Луганської гвардії» та «Молодої гвардії» та громадяни Росії, котрі прибули до міста напередодні мітингу. Під тиском протестувальників, що зайняли адміністрацію, голова Луганської ОДА Михайло Болотських писав заяву про звільнення, яку пізніше відкликав, заявивши, що написав її під тиском та погрозами. На мітингу демонстранти обрали «народного губернатора» — лідера руху «Луганська гвардія» Олександра Харитонова. Міліція не протидіяла ані штурму ОДА, ані нападу на учасників проукраїнського мітингу. За фактом захоплення ОДА міліція, СБУ та обласна прокуратура розпочали досудове розслідування.
Вранці 10 березня проросійські мітингарі добровільно покинули будівлю ОДА, однак під установою знову зібрався мітинг, учасники якого вимагали проведення референдуму щодо федералізації України на території Луганської області та надання російській мові статусу державної. Народнии депутатом Олегом Ляшком разом зі своїми прибічниками було здійснено «громадський арешт» одного з лідерів проросійських виступів у місті Арсена Клінчаєва; 11 березня Клінчаєв був арештований співробітниками міліції.
Учасники проросійського мітингу перешкоджали діяльності журналістів ТРК «Україна» та НТН, звинувативши їх у необ'єктивному висвітленні подій. Невідомі особи також захопили офіс телекомпанії Ірта: нападники вимагали вимкнути ефір та віддати матеріали про захоплення Луганської ОДА, погрожуючи спаленням телекомпанії.
6 квітня під пам'ятником Шевеченку за ініціативою організації «Луганська гвардія» зібрався черговий проросійський мітинг: близько 2 тисяч осіб вимагали відставки уряду Арсенія Яценюка, надання російській мові статусу державної, звільнення лідера організації Олександра Харитонова та розпуску місцевих рад. Під час мітингу було оголошено про створення єдиного координаційного центру протестного руху у місті. Після мітингу учасники дісталися будівлі управління Служби безпеки України у Луганській області, яке пікетували з вимогою звільнення з-під арешту Олександра Харитонова, закидавши будівлю яйцями та пляшками з пивом та заблокувавши проїзд на вулиці Радянській. Пізніше мітингарі виламали вхідні двері та вдерлися до приміщення СБУ, почавши бити вікна. Під час захоплення будівлі було застосовано світло-шумові гранати, каміння, вибухові пакети тощо. Після штурму для переговорів з лідерами акції до будівлі СБУ прибули голова Луганської ОДА Михайло Болотських та начальник обласного управління МВС Володимир Гуславський, у ході яких було досягнуто домовленостей про звільнення з-під варти 6 активістів. Попри звільнення активістів, штурмовики розпочали будівництво барикад з покришок та чекають на підкріплення з Артемівська Донецької області; очевидці повідомляли про спроби демонстрантів отримати доступ до серверів установи. Бойовиками був побитий начальник управління Служби безпеки України у Луганській області генерал-майор Петрулевич Олександр Миколайович, який протягом доби перебував у заручниках. Крім того, у вулицями Луганська відбувся автопробіг за приєднання Луганської області до Росії під гаслом «Луганськ−Донбас−Південний Схід», у якому взяли участь 30 активістів.
Близько 1 години 7 квітня близько 3000 бойовиків захопили обласну управління Національного банку України, що розташоване поряд з будівлею обласного СБУ; повідомлялося про барикадування деяких вулиць та підвіз до захоплених будівель товарних контейнерів з невідомим вмістом.
7 квітня до Луганська вилетіли секретар РНБО Андрій Парубій та голова СБУ Валентин Наливайченко, також після візиту до Донецька до міста прибула Юлія Тимошенко. Крім того, до Луганська прибув народний депутат Олег Ляшко, який закликав боротися проти сепаратизму, а самих сепаратистів перейти на бік України.
Станом на ранок 7 квітня сепаратисти барикадами повністю перекрили рух по вулиці Радянській, у свою чергу ДАІ перекрила усі під'їзди до міста. Повідомлялося про захоплення проросійськими активістами зброї у будівлі СБУ: зокрема, за інформацією Олега Ляшка захоплено приблизно 300 автоматів, 100 пістолетів, 20 снайперських гвинтівок. За фактом захоплення адмінбудівлі відкрито кримінальні провадження за частиною першою статті 294 та статтею 341 Кримінального кодексу України.
У захопленому СБУ штурмовики розгорнули медпункт, їдальню та кімнати відпочинку, однак, комунальні служби відрізали водо- та електропостачання будівлі. У приміщенні СБУ сепаратисти записали відеозвернення, у якому називали себе «Армією Південно-Східною» та погрожували перейти до відкритого силового протистояння, якщо їхні вимоги не будуть виконані. Мітингарі передали меру Сергієві Кравченку вимоги, основними з яких були скасування президентські вибори, передача повноважень у регіони та проведення референдуму щодо статусу області 10-11 травня; Сергій Кравченко зауважив, що міська влада не має повноважень аби виконувати вимоги демонстрантів. З активістами також вів переговори народний депутат Володимир Медяник, якому були оголошені подібні вимоги.
Через загрозу штурму Луганської ОДА керівництво області вирішило тимчасово закрити та опечатати установу, яку посилено охороняли правоохоронці. Поблизу ОДА мав відбутися мітинг з ініціативи «Луганської гвардії», однак її прихильники проігнорували цей захід; крім того одна з лідерів сепаратистів Луганська Анастасія Пятерікова перед своєю втечею до Росії закликала своїх прихильників проголосити «Луганську республіку» за аналогією з Донецькою.
ЗМІ також повідомляли про спробу штурму місцевого телеканалу «Ірта», у ході якого поранень зазнали 3 охоронці каналу. За словами власника медіа Володимира Ландіка спроби захоплення відбулися після появи у студії депутата Олега Ляшка. Сам Ландік заявив, що після його заяви про причетність до заворушень у Луганську Олександра Єфремова, йому надходять погрози.
8 квітня на мітингу перед обласною СБУ було оголошено про початок роботи над створенням місцевого «парламенту». За повідомленнями антитерористичної групи СБУ особи всередині будівлі замінували її та утримують близько 60 заручників, яких у разі штурму погрожували використати як «живий щит». Близько 1 години 9 квітня з будівлі СБУ було відпущено 51 заручника, до 5 години — ще 5. У прес-службі обласного управління МВС повідомили, що у захопленій будівлі станом на 9 квітня заручників немає, крім того, відсутня інформація про їх перебування там напередодні вночі чи мінування будівлі; про відсутність заручників повідомив також кандидат у Президенти України Сергій Тігіпко, який приїздив до Луганська на переговори з демонстрантами. Увечері на переговори до людей у СБУ приїхав інший кандидат у президенти Михайло Добкін, однак, натовп не пустив політика до приміщення та намагався вчинити над ним розправу.
Станом на 10 квітня мітингарі утримували луганське управління СБУ та було створено наметове містечко навпроти установи. Змінилися й вимоги мітингарів: замість проведення референдуми вони стали вимагати надання органам місцевого самоврядування більших повноважень, зокрема обрання громадою голови ОДА. Заступник голови Адміністрації Президента Андрій Сенченко повідомив, що у разі якщо переговори з сепаратистами будуть безрезультатними, влада розглядатиме силовий варіант повернення контролю над луганським управлінням СБУ. Увечері для запобігання можливому штурму під захопленою будівлею зібралося до півтори тисячі прихильників демонстрантів, дії яких були більш узгоджені та скоординовані, ніж у попередні дні.
29 квітня маже 3 тисячі проросійськи налаштованих мітингувальників захопили будівлю Луганської облдержадміністрації, робітники ОДА були евакуйовані заздалегідь. Двері і вікна на першому поверсі вибито, на будівлі були встановлені прапори Російської Федерації і самопроголошеної Луганської народної республіки. Після переговорів працівники міліції покинули будівлю через коридор, влаштований мингувальниками і під їх контролем попрямували у бік військової частини. Зброю вони не здали. Місцеві правоохоронці перейшли на бік мітингувальників і начепили георгіївські стрічки.
Потім озброєні автоматами люди захопили обласне телебачення і обласну прокуратуру. Озброєні повстанці роз'їжджають по місту в міліційних машинах.
Був розгромлений офіс адвоката Чудовського, його самого побили під час штурму ЛОТ і відвезли на швидкій.
Ввечері біля будівлі обласного управління міліції в Луганську сепаратисти обрали так званого «народного начальника міліції», ним став Анатолій Науменко. По тому майже 3 тисячі мітингуювальників намагалися захопити будівлю Головного управління МВС України в Луганській області., але це їм не вдалося. Серед мітингувальників майже 50 осіб в камуфляжі, бронежилетах, касках, масках і з автоматами. З боку міліції були застосовані гранати, мітингувальники кинули «коктейль Молотова» у бік міліції, потім відбувся нечисельний обстріл будівлі. Інформації про постраждалих немає. Натовп скандував «Росія!», «Донбас!». Будівлю обласної міліції під охорону взяли бійці луганського підрозділу «Беркут».
близько 21:00 сепаратисти захопили будівлю Луганської міської ради.
Вранці 2 травня в результаті переговорів приміщення прокуратури Луганщини й обласну ТРК захоплювачі звільнили.

## Штурм прикордонного загону
Близько 4 години ранку 2 червня розпочався обстріл прикордонного загону на кварталі Мирний. Вночі до загону прибули близько 100 озброєних бойовиків, до 7 години їхня кількість зросла до 400–500. Крім того, сепаратисти облаштували вогневі точки на дахах житлових багатоповерхівок, через що прикордонники не могли ефективно оборонятися, оскільки відкинули можливість ведення вогню по житлових будинках. Під час атаки прикордонники ліквідували 5 бойовиків, 8 поранено. З боку прикордонників поранень зазнали 10 військовослужбовців, 4 з них важкого ступеню тяжкості. Після штурму, який тривав 2 доби, прикордонники змушені були відступити.

## Знищення Іл-76
У ніч з 13 на 14 червня при заході на посадку до аеропорту «Луганськ» пострілами з зенітно-ракетного комплексу та крупнокаліберного кулемету був збитий військово-транспортний літак Іл-76. За попередніми даними загинули 30 українських військовослужбовців; за інформацією народного депутата Анатолія Гриценка загинули усі, хто перебував на борту літака: 9 членів екіпажу з Мелітопольської авіаційнотранспортної бригади та 40 військовослужбовців з 25 окремої Дніпропетровської повітряно-десантної бригади.